# Onthophagus kolaka
Onthophagus kolaka là một loài bọ cánh cứng trong họ Bọ hung (Scarabaeidae).